# Formule 1 v roce 1970
Sezóna Formule 1 1970 byla 21. sezónou Mistrovství světa Formule 1, závodní série pořádané pod hlavičkou Mezinárodní automobilové federace (FIA). Sezóna zahrnovala 13. mistrovských a 3 nemistrovské závody. Mistrovství světa se konalo mezi 7. březnem a 25. říjnem.
Jochen Rindt, závodící za tým Lotus, vyhrál svůj první šampionát jezdců, ačkoli zemřel čtyři závody před koncem sezóny. Získal tolik mistrovských bodů, že se žádnému jinému jezdci nepodařilo jeho celkový počet překonat. Je to dosud jediná sezóna, ve které byl šampionát jezdců udělen posmrtně. Jacky Ickx, závodící za Ferrari, dokončil sezónu s pětibodovou ztrátou. Pohár konstruktérů vyhrál Team Lotus se sedmi body před Ferrari.
Bruce McLaren, zakladatel a majitel slavného týmu McLaren, zemřel 2. června při testování svého vozu McLaren M8D Can-Am na okruhu v Goodwoodu. Piers Courage, jezdec týmu Frank Williams Racing Cars, byl zabit během Grand Prix Nizozemska dne 21. června.

## Týmy a jezdci
| Účastník                                                      | Konstruktér        | Šasi        | Motor                    | Pneumatiky | Jezdci               | Závody         |
| ------------------------------------------------------------- | ------------------ | ----------- | ------------------------ | ---------- | -------------------- | -------------- |
| Tyrrell Racing Organisation                                   | Tyrrell-Ford       | 001         | Ford Cosworth DFV 3,0 V8 | D          | Jackie Stewart       | 11–13          |
| Tyrrell Racing Organisation                                   | March-Ford         | 701         | Ford Cosworth DFV 3,0 V8 | D          | Jackie Stewart       | 1–10           |
| Tyrrell Racing Organisation                                   | March-Ford         | 701         | Ford Cosworth DFV 3,0 V8 | D          | Johnny Servoz-Gavin  | 1–3            |
| Tyrrell Racing Organisation                                   | March-Ford         | 701         | Ford Cosworth DFV 3,0 V8 | D          | François Cevert      | 5–13           |
| Équipe Matra Elf                                              | Matra              | MS120       | Matra MS12 3,0 V12       | G          | Jean-Pierre Beltoise | Vše            |
| Équipe Matra Elf                                              | Matra              | MS120       | Matra MS12 3,0 V12       | G          | Henri Pescarolo      | Vše            |
| Bruce McLaren Motor Racing                                    | McLaren-Ford       | M14A        | Ford Cosworth DFV 3,0 V8 | G          | Bruce McLaren        | 1–3            |
| Bruce McLaren Motor Racing                                    | McLaren-Ford       | M14A        | Ford Cosworth DFV 3,0 V8 | G          | Denny Hulme          | 1–3, 6–13      |
| Bruce McLaren Motor Racing                                    | McLaren-Ford       | M14A        | Ford Cosworth DFV 3,0 V8 | G          | Peter Gethin         | 5, 8–13        |
| Bruce McLaren Motor Racing                                    | McLaren-Ford       | M14A        | Ford Cosworth DFV 3,0 V8 | G          | Dan Gurney           | 5–7            |
| Bruce McLaren Motor Racing                                    | McLaren-Alfa Romeo | M7D M14D    | Alfa Romeo T33 3,0 V8    | G          | Andrea de Adamich    | 2–3, 5–12      |
| Bruce McLaren Motor Racing                                    | McLaren-Alfa Romeo | M7D M14D    | Alfa Romeo T33 3,0 V8    | G          | Nanni Galli          | 10             |
| Team Surtees                                                  | McLaren-Ford       | M7C         | Ford Cosworth DFV 3,0 V8 | F          | John Surtees         | 1–3, 5         |
| Team Surtees                                                  | Surtees-Ford       | TS7         | Ford Cosworth DFV 3,0 V8 | F          | John Surtees         | 7–13           |
| Team Surtees                                                  | Surtees-Ford       | TS7         | Ford Cosworth DFV 3,0 V8 | F          | Derek Bell           | 12             |
| STP Corporation                                               | March-Ford         | 701         | Ford Cosworth DFV 3,0 V8 | F          | Mario Andretti       | 1–2, 7–9       |
| Gold Leaf Team Lotus Garvey Team Lotus World Wide Racing      | Lotus-Ford         | 49C 72B 72C | Ford Cosworth DFV 3,0 V8 | F          | Jochen Rindt         | 1–10           |
| Gold Leaf Team Lotus Garvey Team Lotus World Wide Racing      | Lotus-Ford         | 49C 72B 72C | Ford Cosworth DFV 3,0 V8 | F          | John Miles           | 1–10           |
| Gold Leaf Team Lotus Garvey Team Lotus World Wide Racing      | Lotus-Ford         | 49C 72B 72C | Ford Cosworth DFV 3,0 V8 | F          | Alex Soler-Roig      | 2, 4, 6        |
| Gold Leaf Team Lotus Garvey Team Lotus World Wide Racing      | Lotus-Ford         | 49C 72B 72C | Ford Cosworth DFV 3,0 V8 | F          | Emerson Fittipaldi   | 7–10, 12–13    |
| Gold Leaf Team Lotus Garvey Team Lotus World Wide Racing      | Lotus-Ford         | 49C 72B 72C | Ford Cosworth DFV 3,0 V8 | F          | Reine Wisell         | 12–13          |
| Rob Walker Racing Team Brooke Bond Oxo Racing with Rob Walker | Lotus-Ford         | 49C 72C     | Ford Cosworth DFV 3,0 V8 | F          | Graham Hill          | 1–8, 10–13     |
| Motor Racing Developments Auto Motor und Sport                | Brabham-Ford       | BT33        | Ford Cosworth DFV 3,0 V8 | G          | Jack Brabham         | Vše            |
| Motor Racing Developments Auto Motor und Sport                | Brabham-Ford       | BT33        | Ford Cosworth DFV 3,0 V8 | G          | Rolf Stommelen       | Vše            |
| March Engineering                                             | March-Ford         | 701         | Ford Cosworth DFV 3,0 V8 | F          | Chris Amon           | Vše            |
| March Engineering                                             | March-Ford         | 701         | Ford Cosworth DFV 3,0 V8 | F          | Jo Siffert           | Vše            |
| Scuderia Ferrari SpA SEFAC                                    | Ferrari            | 312B        | Ferrari 001 3,0 F12      | F          | Jacky Ickx           | Vše            |
| Scuderia Ferrari SpA SEFAC                                    | Ferrari            | 312B        | Ferrari 001 3,0 F12      | F          | Ignazio Giunti       | 4, 6, 9–10     |
| Scuderia Ferrari SpA SEFAC                                    | Ferrari            | 312B        | Ferrari 001 3,0 F12      | F          | Clay Regazzoni       | 5, 7–13        |
| Owen Racing Organisation Yardley Team BRM                     | BRM                | P153 P139   | BRM P142 3,0 V12         | D          | Jackie Oliver        | Vše            |
| Owen Racing Organisation Yardley Team BRM                     | BRM                | P153 P139   | BRM P142 3,0 V12         | D          | Pedro Rodríguez      | Vše            |
| Owen Racing Organisation Yardley Team BRM                     | BRM                | P153 P139   | BRM P142 3,0 V12         | D          | George Eaton         | 1–3, 5–7, 9–12 |
| Owen Racing Organisation Yardley Team BRM                     | BRM                | P153 P139   | BRM P142 3,0 V12         | D          | Peter Westbury       | 12             |
| Frank Williams Racing Cars                                    | De Tomaso-Ford     | 505/38      | Ford Cosworth DFV 3,0 V8 | D          | Piers Courage        | 1–5            |
| Frank Williams Racing Cars                                    | De Tomaso-Ford     | 505/38      | Ford Cosworth DFV 3,0 V8 | D          | Brian Redman         | 7–8            |
| Frank Williams Racing Cars                                    | De Tomaso-Ford     | 505/38      | Ford Cosworth DFV 3,0 V8 | D          | Tim Schenken         | 9–12           |
| Team Gunston                                                  | Lotus-Ford         | 49          | Ford Cosworth DFV 3,0 V8 | D          | John Love            | 1              |
| Team Gunston                                                  | Brabham-Ford       | BT26A       | Ford Cosworth DFV 3,0 V8 | G          | Peter de Klerk       | 1              |
| Scuderia Scribante                                            | Lotus-Ford         | 49C         | Ford Cosworth DFV 3,0 V8 | F          | Dave Charlton        | 1              |
| Antique Automobiles Racing Team Colin Crabbe Racing           | March-Ford         | 701         | Ford Cosworth DFV 3,0 V8 | G          | Ronnie Peterson      | 3–8, 10–12     |
| Tom Wheatcroft Racing                                         | Brabham-Ford       | BT26A       | Ford Cosworth DFV 3,0 V8 | G          | Derek Bell           | 4              |
| Silvio Moser Racing Team                                      | Bellasi-Ford       | F1 70       | Ford Cosworth DFV 3,0 V8 | G          | Silvio Moser         | 5–6, 8–10      |
| Pete Lovely Volkswagen Inc.                                   | Lotus-Ford         | 49B         | Ford Cosworth DFV 3,0 V8 | F          | Pete Lovely          | 5–7, 12        |
| Hubert Hahne                                                  | March-Ford         | 701         | Ford Cosworth DFV 3,0 V8 | F          | Hubert Hahne         | 8              |
| Ecurie Bonnier                                                | McLaren-Ford       | M7C         | Ford Cosworth DFV 3,0 V8 | G          | Jo Bonnier           | 10, 12         |
| Gus Hutchison                                                 | Brabham-Ford       | BT26A       | Ford Cosworth DFV 3,0 V8 | G          | Gus Hutchison        | 12             |

### Změny před sezónou
- Matra se rozešla s Kenem Tyrrellem a vstoupila do sezóny pod francouzskou licencí. Vůz MS120 byl poháněn vlastním dvanáctiválcovým motorem Matra. Tým Tyrrell přihlásil dva vozy March 701 s motory od Cosworth, než později v roce představil vůz Tyrrell 001, což bylo první šasi navržené týmem Tyrrell. Úřadující šampion Jackie Stewart a jeho týmový kolega z roku 1969 Johnny Servoz-Gavin se oba přestěhovali do Tyrrellu, zatímco jejich třetí týmový kolega Jean-Pierre Beltoise zůstal u Matry. Připojil se k němu Henri Pescarolo na jeho první plný závodní úvazek.
- Šampion ze sezóny 1968 Graham Hill byl přesunut z týmu Lotus jeho šéfem Colinem Chapmanem do týmu Rob Walker Racing Team. Walkerův jezdec ze sezóny 1969 Jo Siffert našel nový domov v týmu March. Tam se k němu připojil Chris Amon, který opustil tým Ferrari v polovině předchozí sezóny, jelikož byl zklamaný výkonem jejich motoru.
- Jacky Ickx, který skončil druhý v sezóně 1969, se vrátil do Ferrari poté, co strávil jeden rok v Brabhamu. Přechod Ferrari z V12 na motor F12 dal Belgičanovi naději na nový úspěch. Jeho místo v Brabhamu zaujal debutant Rolf Stommelen. Bývalý pilot Ferrari Pedro Rodríguez podepsal smlouvu s BRM.
- Šampion ze sezóny 1964 John Surtees závodil pro tým BRM v roce 1969. Ten na konci sezóny opustil a předtím než založil vlastní tým, tak řídil vůz McLaren M7C, než v polovině roku debutoval se svým vlastním šasi Surtees TS7.
- Andrea de Adamich, který byl sportovním jezdec Alfy Romeo, podepsal smlouvu s McLarenem, aby řídil třetí vůz poháněný Alfou Romeo V8.
- Frank Williams provozoval privatizovaný Brabham BT26C v roce 1969, ale spolupracoval s italským výrobcem automobilů De Tomaso. Výsledkem byl vůz De Tomaso 505/38, který nebyl konkurenceschopný a nikdy se nedokázal klasifikovat v mistrovském závodě.

### Změny během sezóny
- Jezdec týmu Tyrrell Johnny Servoz-Gavin odešel z Formule 1 tři závody do konce sezóny 1970.[3][4] Jeho místo zaujal François Cevert.
- Po smrti Bruce McLarena podepsal nový vedoucí týmu Teddy Mayer amerického jezdce Petera Gethina. Tři závody za tým McLaren odjel i veterán Dan Gurney.
- Ferrari rozšířilo své působení z jednoho na tři vozy, podporovalo svého úspěšného sportovního jezdce Ignazia Giuntiho a najalo Claye Regazzoniho. Švýcar také pokračoval v šampionátu Formule 2, který vyhrál.
- Piers Courage byl zabit při Grand Prix Nizozemska. Frank Williams najal Briana Redmana a poté Tima Schenkena.
- John Miles skončil se sportem po nehodě Jochena Rindta. Kvůli tomu zůstal majitel týmu Lotus Colin Chapman bez jezdců. Najal Emersona Fittipaldiho, v té době nadějného jezdce Formule 2, a Reine Wisella, dalšího debutanta, ale s bohatými zkušenostmi.[5]

## Kalendář
| Pořadí | Grand Prix                       | Okruh                                  | Datum        |
| ------ | -------------------------------- | -------------------------------------- | ------------ |
| 1      | Grand Prix Jihoafrické republiky | Kyalami Grand Prix Circuit, Midrand    | 7. březen    |
| 2      | Grand Prix Španělska             | Circuito Permanente Del Jarama, Madrid | 19. duben    |
| 3      | Grand Prix Monaka                | Circuit de Monaco, Monte Carlo         | 10. květen   |
| 4      | Grand Prix Belgie                | Circuit de Spa-Francorchamps, Stavelot | 7. červen    |
| 5      | Grand Prix Nizozemska            | Circuit Zandvoort, Zandvoort           | 21. červen   |
| 6      | Grand Prix Francie               | Charade Circuit, Clermont-Ferrand      | 5. červenec  |
| 7      | Grand Prix Velké Británie        | Brands Hatch, West Kingsdown           | 18. červenec |
| 8      | Grand Prix Německa               | Hockenheimring, Hockenheim             | 2. srpen     |
| 9      | Grand Prix Rakouska              | Österreichring, Spielberg              | 16. září     |
| 10     | Grand Prix Itálie                | Autodromo Nazionale di Monza, Monza    | 6. září      |
| 11     | Grand Prix Kanady                | Circuit Mont-Tremblant, Mont-Tremblant | 20. září     |
| 12     | Grand Prix USA                   | Watkins Glen International, New York   | 4. říjen     |
| 13     | Grand Prix Mexika                | Magdalena Mixhuca, Mexico City         | 25. října    |

### Změny v kalendáři
- Grand Prix Belgie se vrátila po zásadních bezpečnostních změnách na okruhu Circuit de Spa-Francorchamps. Jezdci bojkotovali závod v sezóně 1969 kvůli extrémnímu nebezpečí.
- Po jednorázové Grand Prix Rakouska v roce 1964 se akce vrátila do kalendáře a konala se na nově postaveném Österreichringu.
- Grand Prix Španělska se přesunula z Montjuïc do Jarama v rámci střídání události mezi dvěma okruhy. Stejně tak byla Grand Prix Velké Británie přesunuta ze Silverstone do Brands Hatch a Grand Prix Kanady byla přesunuta z Mosport Park do Circuit Mont-Tremblant.
- Grand Prix Německa se původně měla jet na Nürburgringu, ale jezdci odmítli na tomto okruhu závodit, pokud na něm nebudou provedeny zásadní bezpečnostní změny. Představitelé trati Nürburgring reagovali na seznam změn požadovaných jezdci negativně. Nakonec Hockenheimring hostil závod v sezóně 1970 v plánované datum původního okruhu.

## Změny předpisů

### Technické předpisy
- Kolem palivových nádrží byl zaveden „bezpečnostní měchýř“, aby se snížilo riziko požáru.[6][7]
- Maximální zdvihový objem pro stlačené motory, například turbomotory, byl snížen z 1500 cm³ na 500 cm³. Maximální zdvihový objem pro atmosféricky plněné motory zůstal na 3000 cm³.[6][8]
- Minimální hmotnost vozu byla zvýšena z 500 kg na 530 kg.[6][8]

### Sportovní předpisy a předpisy akce
- O startovním pořadí závodu obvykle rozhodoval nejrychlejší čas jezdců během kteréhokoli z tréninků. V některých případech však místo na startovním roštu mělo zaručeno pouze deset „vyvolených“ jezdců v pořadí podle jejich nejlepšího času. Zbývající jezdci si museli zasloužit svou účast ve třicetiminutové kvalifikaci: nejrychlejším jezdcům v této části bylo umožněno odstartovat do závodu a byli umístěni na rošt v pořadí podle jejich původního nejlepšího tréninkového času. To vedlo k tomu, že se jezdci nekvalifikovali do závodu, přestože byli v tréninku rychlejší než ostatní, kteří se kvalifikovali.[9][10][11] Tento systém byl zaveden krátce před druhým závodem sezóny, což vedlo k protestům mezi týmy a jezdci.[12]

Aby mohli jezdci závodit, museli v tréninku odjet alespoň pět kol.
FIA zveřejnila některé úvahy o designu okruhů a oznámila, že všechny okruhy budou muset projít kontrolou:
- Výběhové zóny musely být široké alespoň 3 m.
- Dvojité mantinely byly nyní standardem. Používání slaměných balíků bylo zakázáno.
- Diváci se museli pohybovat alespoň 3 m za oplocením.
- Boxová ulička měla být oddělena od trati bariérou.
- Dále byly stanoveny předpisy o šířce trati, povrchu trati a maximální změně sklonu.

## Výsledky a pořadí

### Grand Prix
| Pořadí | Grand Prix                       | Pole position  | Nejrychlejší kolo         | Vítěz závodu       | Vítězný tým  | Pneumatiky | Výsledky |
| ------ | -------------------------------- | -------------- | ------------------------- | ------------------ | ------------ | ---------- | -------- |
| 1      | Grand Prix Jihoafrické republiky | Jackie Stewart | Jack Brabham              | Jack Brabham       | Brabham-Ford | G          | Výsledky |
| 2      | Grand Prix Španělska             | Jack Brabham   | Jack Brabham              | Jackie Stewart     | March-Ford   | D          | Výsledky |
| 3      | Grand Prix Monaka                | Jackie Stewart | Jochen Rindt              | Jochen Rindt       | Lotus-Ford   | F          | Výsledky |
| 4      | Grand Prix Belgie                | Jackie Stewart | Chris Amon                | Pedro Rodríguez    | BRM          | D          | Výsledky |
| 5      | Grand Prix Nizozemska            | Jochen Rindt   | Jacky Ickx                | Jochen Rindt       | Lotus-Ford   | F          | Výsledky |
| 6      | Grand Prix Francie               | Jacky Ickx     | Jack Brabham              | Jochen Rindt       | Lotus-Ford   | F          | Výsledky |
| 7      | Grand Prix Velké Británie        | Jochen Rindt   | Jack Brabham              | Jochen Rindt       | Lotus-Ford   | F          | Výsledky |
| 8      | Grand Prix Německa               | Jacky Ickx     | Jacky Ickx                | Jochen Rindt       | Lotus-Ford   | F          | Výsledky |
| 9      | Grand Prix Rakouska              | Jochen Rindt   | Jacky Ickx Clay Regazzoni | Jacky Ickx         | Ferrari      | F          | Výsledky |
| 10     | Grand Prix Itálie                | Jacky Ickx     | Clay Regazzoni            | Clay Regazzoni     | Ferrari      | F          | Výsledky |
| 11     | Grand Prix Kanady                | Jackie Stewart | Clay Regazzoni            | Jacky Ickx         | Ferrari      | F          | Výsledky |
| 12     | Grand Prix USA                   | Jacky Ickx     | Jacky Ickx                | Emerson Fittipaldi | Lotus-Ford   | F          | Výsledky |
| 13     | Grand Prix Mexika                | Clay Regazzoni | Jacky Ickx                | Jacky Ickx         | Ferrari      | F          | Výsledky |

### Bodový systém
Body získalo šest nejlepších klasifikovaných jezdců. Mezinárodní pohár konstruktérů započítával pouze body jezdce s nejvyšším umístěním v každém závodě. Pro Mistrovství i Pohár se počítalo šest nejlepších výsledků z kol 1-7 a pět nejlepších výsledků z kol 8-13.
Čísla bez závorek jsou mistrovské body a čísla v závorkách představují celkový počet získaných bodů. Body byly udělovány v následujícím systému:
| Umístění | 1. | 2. | 3. | 4. | 5. | 6. |
| -------- | -- | -- | -- | -- | -- | -- |
| Body     | 9  | 6  | 4  | 3  | 2  | 1  |
| Zdroj:   |    |    |    |    |    |    |

### Pořadí jedzců
| Poř. | Jezdec               | RSA | ESP | MON | BEL | NED  | FRA | GBR | GER | AUT | ITA  | CAN | USA | MEX | Body |
| ---- | -------------------- | --- | --- | --- | --- | ---- | --- | --- | --- | --- | ---- | --- | --- | --- | ---- |
| 1    | Jochen Rindt†        | 13  | Ret | 1   | Ret | 1    | 1   | 1   | 1   | Ret | DNS† |     |     |     | 45   |
| 2    | Jacky Ickx           | Ret | Ret | Ret | 8   | 3    | Ret | Ret | 2   | 1   | Ret  | 1   | 4   | 1   | 40   |
| 3    | Clay Regazzoni       |     |     |     |     | 4    |     | 4   | Ret | 2   | 1    | 2   | 13  | 2   | 33   |
| 4    | Denny Hulme          | 2   | Ret | 4   |     |      | 4   | 3   | 3   | Ret | 4    | Ret | 7   | 3   | 27   |
| 5    | Jackie Stewart       | 3   | 1   | Ret | Ret | 2    | 9   | Ret | Ret | Ret | 2    | Ret | Ret | Ret | 25   |
| 6    | Jack Brabham         | 1   | Ret | 2   | Ret | 11   | 3   | 2   | Ret | 13  | Ret  | Ret | 10  | Ret | 25   |
| 7    | Pedro Rodríguez      | 9   | Ret | 6   | 1   | 10   | Ret | Ret | Ret | 4   | Ret  | 4   | 2   | 6   | 23   |
| 8    | Chris Amon           | Ret | Ret | Ret | 2   | Ret  | 2   | 5   | Ret | 8   | 7    | 3   | 5   | 4   | 23   |
| 9    | Jean-Pierre Beltoise | 4   | Ret | Ret | 3   | 5    | 13  | Ret | Ret | 6   | 3    | 8   | Ret | 5   | 16   |
| 10   | Emerson Fittipaldi   |     |     |     |     |      |     | 8   | 4   | 15  | DNS  |     | 1   | Ret | 12   |
| 11   | Rolf Stommelen       | Ret | Ret | DNQ | 5   | DNQ  | 7   | DNS | 5   | 3   | 5    | Ret | 12  | Ret | 10   |
| 12   | Henri Pescarolo      | 7   | Ret | 3   | 6   | 8    | 5   | Ret | 6   | 14  | Ret  | 7   | 8   | 9   | 8    |
| 13   | Graham Hill          | 6   | 4   | 5   | Ret | NC   | 10  | 6   | Ret |     | DNS  | NC  | Ret | Ret | 7    |
| 14   | Bruce McLaren        | Ret | 2   | Ret |     |      |     |     |     |     |      |     |     |     | 6    |
| 15   | Reine Wisell         |     |     |     |     |      |     |     |     |     |      |     | 3   | NC  | 4    |
| 16   | Mario Andretti       | Ret | 3   |     |     |      |     | Ret | Ret | Ret |      |     |     |     | 4    |
| 17   | Ignazio Giunti       |     |     |     | 4   |      | 14  |     |     | 7   | Ret  |     |     |     | 3    |
| 18   | John Surtees         | Ret | Ret | Ret |     | 6    |     | Ret | 9   | Ret | Ret  | 5   | Ret | 8   | 3    |
| 19   | John Miles           | 5   | DNQ | DNQ | Ret | 7    | 8   | Ret | Ret | Ret | DNS  |     |     |     | 2    |
| 20   | Jackie Oliver        | Ret | Ret | Ret | Ret | Ret  | Ret | Ret | Ret | 5   | Ret  | NC  | Ret | 7   | 2    |
| 21   | Johnny Servoz-Gavin  | Ret | 5   | DNQ |     |      |     |     |     |     |      |     |     |     | 2    |
| 22   | François Cevert      |     |     |     |     | Ret  | 11  | 7   | 7   | Ret | 6    | 9   | Ret | Ret | 1    |
| 23   | Peter Gethin         |     |     |     |     | Ret  |     |     | Ret | 10  | NC   | 6   | 14  | Ret | 1    |
| 24   | Dan Gurney           |     |     |     |     | Ret  | 6   | Ret |     |     |      |     |     |     | 1    |
| 25   | Derek Bell           |     |     |     | Ret |      |     |     |     |     |      |     | 6   |     | 1    |
| —    | Jo Siffert           | 10  | DNQ | 8   | 7   | Ret  | Ret | Ret | 8   | 9   | Ret  | Ret | 9   | Ret | 0    |
| —    | Ronnie Peterson      |     |     | 7   | NC  | 9    | Ret | 9   | Ret |     | Ret  | NC  | 11  |     | 0    |
| —    | Andrea de Adamich    |     | DNQ | DNQ |     | DNQ  | NC  | DNS | DNQ | 12  | 8    | Ret | DNQ |     | 0    |
| —    | John Love            | 8   |     |     |     |      |     |     |     |     |      |     |     |     | 0    |
| —    | George Eaton         | Ret | DNQ | DNQ |     | Ret  | 12  | Ret |     | 11  | Ret  | 10  | Ret |     | 0    |
| —    | Peter de Klerk       | 11  |     |     |     |      |     |     |     |     |      |     |     |     | 0    |
| —    | Dave Charlton        | 12  |     |     |     |      |     |     |     |     |      |     |     |     | 0    |
| —    | Piers Courage‡       | Ret | DNS | NC  | Ret | Ret‡ |     |     |     |     |      |     |     |     | 0    |
| —    | Tim Schenken         |     |     |     |     |      |     |     |     | Ret | Ret  | NC  | Ret |     | 0    |
| —    | Pete Lovely          |     |     |     |     | DNQ  | DNQ | NC  |     |     |      |     | DNQ |     | 0    |
| —    | Silvio Moser         |     |     |     |     | DNQ  | DNQ |     | DNQ | Ret | DNQ  |     |     |     | 0    |
| —    | Jo Bonnier           |     |     |     |     |      |     |     |     |     | DNQ  |     | Ret |     | 0    |
| —    | Gus Hutchison        |     |     |     |     |      |     |     |     |     |      |     | Ret |     | 0    |
| —    | Alex Soler-Roig      |     | DNQ |     | DNS |      | DNQ |     |     |     |      |     |     |     | 0    |
| —    | Brian Redman         |     |     |     |     |      |     | DNS | DNQ |     |      |     |     |     | 0    |
| —    | Hubert Hahne         |     |     |     |     |      |     |     | DNQ |     |      |     |     |     | 0    |
| —    | Nanni Galli          |     |     |     |     |      |     |     |     |     | DNQ  |     |     |     | 0    |
| —    | Peter Westbury       |     |     |     |     |      |     |     |     |     |      |     | DNQ |     | 0    |
| Poř. | Jezdec               | RSA | ESP | MON | BEL | NED  | FRA | GBR | GER | AUT | ITA  | CAN | USA | MEX | Body |

| Legenda k tabulce | Legenda k tabulce                                                                       |
| Barva             | Výsledek                                                                                |
| ----------------- | --------------------------------------------------------------------------------------- |
| Zlatá             | Vítěz                                                                                   |
| Stříbrná          | 2. místo                                                                                |
| Bronzová          | 3. místo                                                                                |
| Zelená            | Bodované umístění                                                                       |
| Modrá             | Nebodované umístění                                                                     |
| Modrá             | Dokončil neklasifikován (NC)                                                            |
| Fialová           | Odstoupil (Ret)                                                                         |
| Červená           | Nekvalifikoval se (DNQ)                                                                 |
| Červená           | Nepředkvalifikoval se (DNPQ)                                                            |
| Černá             | Diskvalifikován (DSQ)                                                                   |
| Bílá              | Nestartoval (DNS)                                                                       |
| Bílá              | Závod zrušen (C)                                                                        |
| Světle modrá      | Pouze trénoval (PO)                                                                     |
| Světle modrá      | Páteční testovací jezdec (TD)                                                           |
| Bez barvy         | Netrénoval (DNP)                                                                        |
| Bez barvy         | Vyřazen (EX)                                                                            |
| Bez barvy         | Nepřijel (DNA)                                                                          |
| Bez barvy         | Odvolal účast (WD)                                                                      |
| Bez barvy         | Nezúčastnil se (prázdné)                                                                |
| Označení          | Význam                                                                                  |
| Tučnost           | Pole position                                                                           |
| Kurzíva           | Nejrychlejší kolo                                                                       |
| †                 | Jezdec nedojel do cíle, ale byl klasifikován, protože odjel více než 90 % délky závodu. |
| ‡                 | Byl udělován poloviční počet bodů, protože bylo odjeto méně než 75 % délky závodu.      |
| Horní index       | Umístění bodujících jezdců ve sprintu                                                   |

† Jochen Rindt utrpěl smrtelnou nehodu v tréninku před Grand Prix Itálie.
‡ Piers Courage utrpěl smrtelnou nehodu během Grand Prix Nizozemska.

### Pořadí konstruktérů
| Poř. | Konstruktér        | RSA | ESP | MON | BEL | NED | FRA | GBR | GER | AUT | ITA | CAN | USA | MEX | Body    |
| ---- | ------------------ | --- | --- | --- | --- | --- | --- | --- | --- | --- | --- | --- | --- | --- | ------- |
| 1    | Lotus-Ford         | 5   | 4   | 1   | Ret | 1   | 1   | 1   | 1   | 15  | DNS | NC  | 1   | NC  | 59      |
| 2    | Ferrari            | Ret | Ret | Ret | 4   | 3   | 14  | 4   | 2   | 1   | 1   | 1   | (4) | 1   | 52 (55) |
| 3    | March-Ford         | 3   | 1   | 7   | 2   | 2   | 2   | 5   | 7   | 8   | 2   | 3   | 5   | 4   | 48      |
| 4    | Brabham-Ford       | 1   | Ret | 2   | 5   | 11  | 3   | 2   | 5   | 3   | 5   | Ret | 10  | Ret | 35      |
| 5    | McLaren-Ford       | 2   | 2   | 4   |     | 6   | 4   | 3   | 3   | 10  | 4   | 6   | 7   | 3   | 35      |
| 6    | BRM                | 9   | Ret | 6   | 1   | 10  | 12  | Ret | Ret | 4   | Ret | 4   | 2   | 6   | 23      |
| 7    | Matra              | 4   | Ret | 3   | 3   | 5   | 5   | Ret | 6   | 6   | 3   | 7   | 8   | 5   | 23      |
| 8    | Surtees-Ford       |     |     |     |     |     |     | Ret | 9   | Ret | Ret | 5   | 6   | 8   | 3       |
| —    | McLaren-Alfa Romeo |     | DNQ | DNQ |     | DNQ | NC  | DNS | DNQ | 12  | 8   | Ret | DNQ |     | 0       |
| —    | De Tomaso-Ford     | Ret | DNS | NC  | Ret | Ret |     | DNS | DNQ | Ret | Ret | NC  | Ret |     | 0       |
| —    | Tyrrell-Ford       |     |     |     |     |     |     |     |     |     | DNS | Ret | Ret | Ret | 0       |
| —    | Bellasi-Ford       |     |     |     |     | DNQ | DNQ |     | DNQ | Ret | DNQ |     |     |     | 0       |
| Poř. | Konstruktér        | RSA | ESP | MON | BEL | NED | FRA | GBR | GER | AUT | ITA | CAN | USA | MEX | Body    |

| Legenda k tabulce | Legenda k tabulce                                                                       |
| Barva             | Výsledek                                                                                |
| ----------------- | --------------------------------------------------------------------------------------- |
| Zlatá             | Vítěz                                                                                   |
| Stříbrná          | 2. místo                                                                                |
| Bronzová          | 3. místo                                                                                |
| Zelená            | Bodované umístění                                                                       |
| Modrá             | Nebodované umístění                                                                     |
| Modrá             | Dokončil neklasifikován (NC)                                                            |
| Fialová           | Odstoupil (Ret)                                                                         |
| Červená           | Nekvalifikoval se (DNQ)                                                                 |
| Červená           | Nepředkvalifikoval se (DNPQ)                                                            |
| Černá             | Diskvalifikován (DSQ)                                                                   |
| Bílá              | Nestartoval (DNS)                                                                       |
| Bílá              | Závod zrušen (C)                                                                        |
| Světle modrá      | Pouze trénoval (PO)                                                                     |
| Světle modrá      | Páteční testovací jezdec (TD)                                                           |
| Bez barvy         | Netrénoval (DNP)                                                                        |
| Bez barvy         | Vyřazen (EX)                                                                            |
| Bez barvy         | Nepřijel (DNA)                                                                          |
| Bez barvy         | Odvolal účast (WD)                                                                      |
| Bez barvy         | Nezúčastnil se (prázdné)                                                                |
| Označení          | Význam                                                                                  |
| Tučnost           | Pole position                                                                           |
| Kurzíva           | Nejrychlejší kolo                                                                       |
| †                 | Jezdec nedojel do cíle, ale byl klasifikován, protože odjel více než 90 % délky závodu. |
| ‡                 | Byl udělován poloviční počet bodů, protože bylo odjeto méně než 75 % délky závodu.      |
| Horní index       | Umístění bodujících jezdců ve sprintu                                                   |

- Tučné výsledky se započítávají do součtů šampionátu.

## Nemistrovské závody
Další závody Formule 1 pořádané v roce 1970, které se nepočítávaly do mistrovství světa. International Trophy a Gold Cup se konaly souběžně s vozy Formule 5000.
| Závod                          | Okruh        | Datum      | Vítěz závodu   | Vítězný konstruktér |
| ------------------------------ | ------------ | ---------- | -------------- | ------------------- |
| V Race of Champions            | Brands Hatch | 22. březen | Jackie Stewart | March-Cosworth      |
| XXII BRDC International Trophy | Silverstone  | 26. duben  | Chris Amon     | March-Cosworth      |
| XVII International Gold Cup    | Oulton Park  | 22. srpen  | John Surtees   | Surtees-Cosworth    |